# 大阪市立南田辺小学校
大阪市立南田辺小学校（おおさかしりつ みなみたなべしょうがっこう）は、大阪府大阪市東住吉区南田辺にある公立小学校。

## 沿革
- 1936年4月1日 - 大阪市田辺尋常小学校（現在の大阪市立田辺小学校）、大阪市長池尋常小学校（現在の大阪市立長池小学校）より分離し開校。
- 1936年10月1日 - 校舎の工事が完了。この日を創立記念日とする。
- 1941年 - 国民学校令により、大阪市立南田辺国民学校と改称。
- 1942年 - 大阪市東田辺国民学校（現在の大阪市立東田辺小学校）を分離。
- 1947年 - 学制改革により、大阪市立南田辺小学校と改称。

## 出身者
- 筒井康隆 - 作家。南田辺国民学校時代、1941年に入学。1944年7月まで在学。
- 影山ヒロノブ - 歌手、作曲家、編曲家
- 高崎晃 - ギタリスト
- 山下昌良 - ベーシスト
- 波多野聖 - 作家、ファンドマネージャー

## 通学区域
- 大阪市東住吉区 山坂3-5丁目、南田辺 1-5丁目、長居公園

## 交通
- 阪和線 鶴ケ丘駅 東へ約500m
- 近鉄南大阪線 針中野駅 西へ約1.1km
- 地下鉄谷町線 駒川中野駅 南西へ約1.3km